# Spectre (2015)
Spectre is een James Bondfilm uit 2015. Het is de 24e uit de officiële filmreeks van EON Productions. De film werd net als zijn voorloper Skyfall geregisseerd door Sam Mendes. De titelsong van de film, "Writing's On The Wall" van Sam Smith, won in februari 2016 de Oscar voor beste originele nummer.

## Verhaal
De film opent met de viering van de Dag van de Doden in Mexico-Stad, waar Bond Marco Sciarra liquideert, een man die een bomaanslag plant en zegt na afloop naar "The Pale King" te gaan. De liquidatie loopt in eerste aanleg fout zodat de bom te vroeg afgaat en Bond Sciarra achtervolgt tot in zijn helikopter. Na een uitgebreid gevecht weet Bond Sciarra en de piloot uit de helikopter te gooien en heeft hij Sciarra's ring, die een geheimzinnige afbeelding van een octopus bevat, bemachtigd. Terug in Londen blijkt dat Bond op eigen houtje in Mexico was en wordt hij derhalve voor onbepaalde tijd geschorst door M. Bonds daad is gevoelig aangekomen, want MI6 en M liggen politiek nog steeds onder vuur. MI6 en MI5 zijn recentelijk gefuseerd in een gezamenlijke inlichtingendienst, geleid door ene Max Denbigh, bijgenaamd C. C ziet weinig toekomst in de volgens hem achterhaalde 00-sectie en is bovendien van plan om een samenwerkingsverband tussen de inlichtingendiensten van negen landen te creëren.
Moneypenny zoekt Bond op met wat recent vrijgegeven voorwerpen uit Skyfall, het ouderlijk huis van Bond. Het pakket bevat enkele documenten en beschadigde foto's over Bonds verleden, met name over zijn tijdelijke voogd Hannes Oberhauser. Het blijkt dat Bond in Mexico-Stad was omdat hij kort na de dood van de vorige M een videoboodschap van haar ontving, met de instructie om Marco Sciarra uit te schakelen en zijn begrafenis bij te wonen. Om Bonds bewegingen na te kunnen gaan krijgt hij een implantaat van Q. Bond regelt echter dat Q zijn bewegingen de eerste paar dagen negeert. Bond gaat er nu vandoor met de Aston Martin DB10 en woont in Rome de begrafenis van Sciarra bij. Hij ontmoet diens weduwe, Lucia Sciarra, van wie hij leert waar de organisatie, waar Sciarra deel van uitmaakte, bijeenkomt. Door middel van Sciarra's ring kan Bond ongemoeid binnenkomen. Hij is er getuige van hoe er een vervanger voor Sciarra wordt gezocht voor de moord op de "Pale King", waarop een grote, intimiderende moordenaar genaamd Hinx de taak krijgt. Dan blijkt dat het hoofd van de vergadering precies weet waar Bond zich in de zaal bevindt en dat hij hem verwachtte. Bond moet vluchten en wordt door de straten van Rome achtervolgd door Mr. Hinx. Bond weet ondertussen Moneypenny te bereiken en ontdekt zo dat de Pale King niemand minder is dan zijn oude vijand Mr. White, die zich in Oostenrijk bevindt. Bond vraagt Moneypenny ook om alle gegevens over Franz Oberhauser na te gaan.
In Oostenrijk treft Bond een dodelijk zieke Mr. White aan, die bij de leider van SPECTRE uit de gratie is gevallen omdat hij deze niet meer in alles gehoorzaamde. White vertelt Bond zijn dochter, Madeleine Swann, te zoeken. Zij kan hem naar "L'Americain" brengen, zodat hij de leider van SPECTRE opsporen kan. Daarna pleegt hij zelfmoord met Bonds pistool. Bond vindt Swann als dokter in een kliniek, maar Hinx en zijn mannen nemen haar mee. Pas na een wilde achtervolging kan Bond haar bevrijden. Bond heeft de ring inmiddels aan Q gegeven en die heeft ontdekt dat de ring digitale informatie bevat over Le Chiffre, Mr. White , Dominic Greene en Raoul Silva, die blijkbaar allemaal deel uitmaakten van SPECTRE. Franz Oberhauser zou volgens alle bekende gegevens echter dood moeten zijn, maar Bond vertelt dat Oberhauser de man is die de vergadering te Rome leidde. Via L'Americain wil hij Oberhauser vinden. Swann onthult dat L'Americain een hotel is in Tanger, waar haar ouders hun huwelijksnacht doorgebracht hadden. Mr. White ging elk jaar terug naar het hotel, zelfs nadat hij gescheiden was.
Het blijkt dat White in het hotel een geheime spionagekamer had, vol videobanden, kaarten en foto's. Door middel van coördinaten vinden Bond en Swann een locatie, waar echter geen gebouw zou moeten staan. Ze besluiten met de trein naar een station zo dicht mogelijk bij dat punt te reizen, maar worden onderweg in de trein nog één keer aangevallen door Hinx, die door Bond van de trein gegooid wordt. Daarna gaan Bond en Swann met elkaar naar bed. Ondertussen heeft C op een of andere manier toegang gekregen tot het telefoongesprek tussen Bond en Moneypenny, wat hij als aanleiding gebruikt om de 00-sectie op te heffen. M snapt dat Bond iets op het spoor is, maar helpt hem nadrukkelijk niet omdat alle communicatie gadegeslagen wordt. Op het station van de trein worden Bond en Swann afgehaald en naar de geheimzinnige plaats gebracht, waar een enorm gebouwencomplex blijkt te staan. Franz Oberhauser wacht hen op en vertelt dat hij verantwoordelijk is voor de dood van zijn vader Hannes, die naar zijn mening meer om Bond, het koekoeksjong, dan om hem gaf. Vervolgens zette Franz zijn eigen dood in scène. Sindsdien noemt hij zichzelf Ernst Stavro Blofeld (naar zijn moeder.) Het complex bevat onder andere een computercentrum: zodra C erin slaagt om zijn Nine Eyes-programma te lanceren heeft SPECTRE toegang tot alle informatie van die inlichtingendiensten. C is namelijk ook een agent van SPECTRE. De recente wereldwijde bomaanslagen zijn bedoeld om angst te zaaien zodat regeringen sneller overstag gaan voor het Nine Eyes-programma. Blofeld martelt Bond, maar deze weet met behulp van zijn explosieve horloge te ontsnappen. Op hun vlucht vernietigen Bond en Swann het complex.
Terug in Londen slaan Bond, M, Q en Bill Tanner de handen ineen en gaan op weg om het Nine Eyes-programma te stoppen en C te arresteren. Onderweg worden ze echter overvallen en Bond wordt ontvoerd. M ontsnapt en sluit zich weer bij de rest aan, waarna ze inbreken in het gebouw van de overkoepelende dienst. Q kan met zijn computervaardigheden Nine Eyes uitschakelen, terwijl C door M wordt opgewacht en gearresteerd. Als C probeert terug te vechten valt hij te pletter. Bond slaagt erin zijn ontvoerders uit te schakelen als deze hem naar binnen willen brengen in het oude gebouw van de MI6, dat leeg staat sinds een bomaanslag (in de vorige film). Blofeld, die de ontploffing in Marokko heeft overleefd met een grote wond aan zijn gezicht, vertelt Bond dat het gebouw binnen enkele minuten opnieuw zal worden opgeblazen, samen met Swann. Bond slaagt er echter in om Swann te vinden en ze ontkomen net op tijd met een boot die zich nog in de kelders bevindt. Vanaf de Theems weet Bond de rotor van Blofelds helikopter te raken, zodat deze neerstort op de Westminster Bridge. Blofeld breekt zijn been en is aan de genade van zijn stiefbroer overgeleverd. Bond laat hem echter gewoon arresteren door M. De volgende dag vertrekt hij met Madeleine Swann in de oude Aston Martin DB5 richting Matera.

## Oorsprong titel
De titel SPECTRE verwijst naar de misdaadorganisatie geleid door Franz Oberhauser.

## Rolverdeling
- Daniel Craig – James Bond

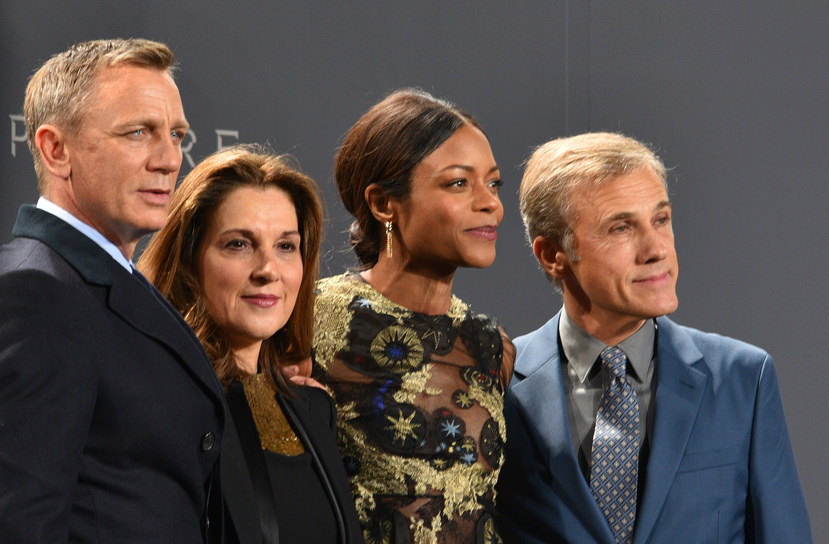
Daniel Craig, producer Barbara Broccoli, Naomie Harris en Christoph Waltz bij de première van Spectre

- Christoph Waltz – Franz Oberhauser / Ernst Stavro Blofeld[3][4]
- Léa Seydoux – Madeleine Swann[3]
- Ralph Fiennes – M
- Naomie Harris – Miss Moneypenny
- Ben Whishaw – Q
- Andrew Scott – Max Denbigh / C[3]
- Monica Bellucci – Lucia Sciarra[3]
- Dave Batista – Mr. Hinx[3]
- Rory Kinnear – Bill Tanner
- Jesper Christensen – Mr. White[5]
- Alessandro Cremona - Marco Sciarra
- Stephanie Sigman - Estrella
- Judi Dench - M (cameo)

## Productie
Het is voor het eerst sinds de film Diamonds Are Forever dat de organisatie SPECTRE weer in een Bondfilm voorkomt. Dit heeft te maken met een tientallen jaren durend juridisch gevecht rond de filmrechten van het boek Thunderball, waarin de organisatie voor het eerst wordt genoemd. In 2013 werd het geschil opgelost en kwamen de filmrechten bij EON Productions te liggen. Daarom kon SPECTRE weer in een Bondfilm verwerkt worden.

### Scripthack en autodiefstal
Bij een grote hack in november 2014 werd het eerste script van de film buitgemaakt. Ook werden vijf voor de film gebouwde Range Rovers gestolen.

### Cast en crew
Op 4 december 2014 werden in de Pinewood Studios de acteurs, titel en nieuwe Aston Martin DB10 aan de pers voorgesteld. Spectre was de vierde film waarin Daniel Craig in de titelrol kroop. Ralph Fiennes, Naomie Harris en Ben Whishaw keerden terug in hun respectievelijke rollen van M, Eve Moneypenny en Q. Ook zou Judi Dench als M verschijnen, maar dan in een videoboodschap na haar dood. Rory Kinnear speelde voor de derde keer de rol van Bill Tanner. Monica Bellucci was met haar 51 jaar de oudste bondgirl ooit. Ook zou Léa Seydoux de rol van Bond Girl Madeleine Swann spelen.
Sam Mendes regisseerde zijn tweede Bondfilm op rij. John Logan keerde terug als scenarioschrijver, samen met Neal Purvis en Robert Wade, die dit al voor de zesde film deden. De Frans-Nederlandse kledingontwerpster Jany Temime ontwierp net als bij Skyfall de kostuums. De Zweeds-Nederlandse cameraman Hoyte van Hoytema was ingehuurd voor het camerawerk. Thomas Newman schreef wederom de muziek voor de film en de titelsong voor de film, "Writing's On The Wall", werd ingezongen door Samuel Smith.

### Opnamen

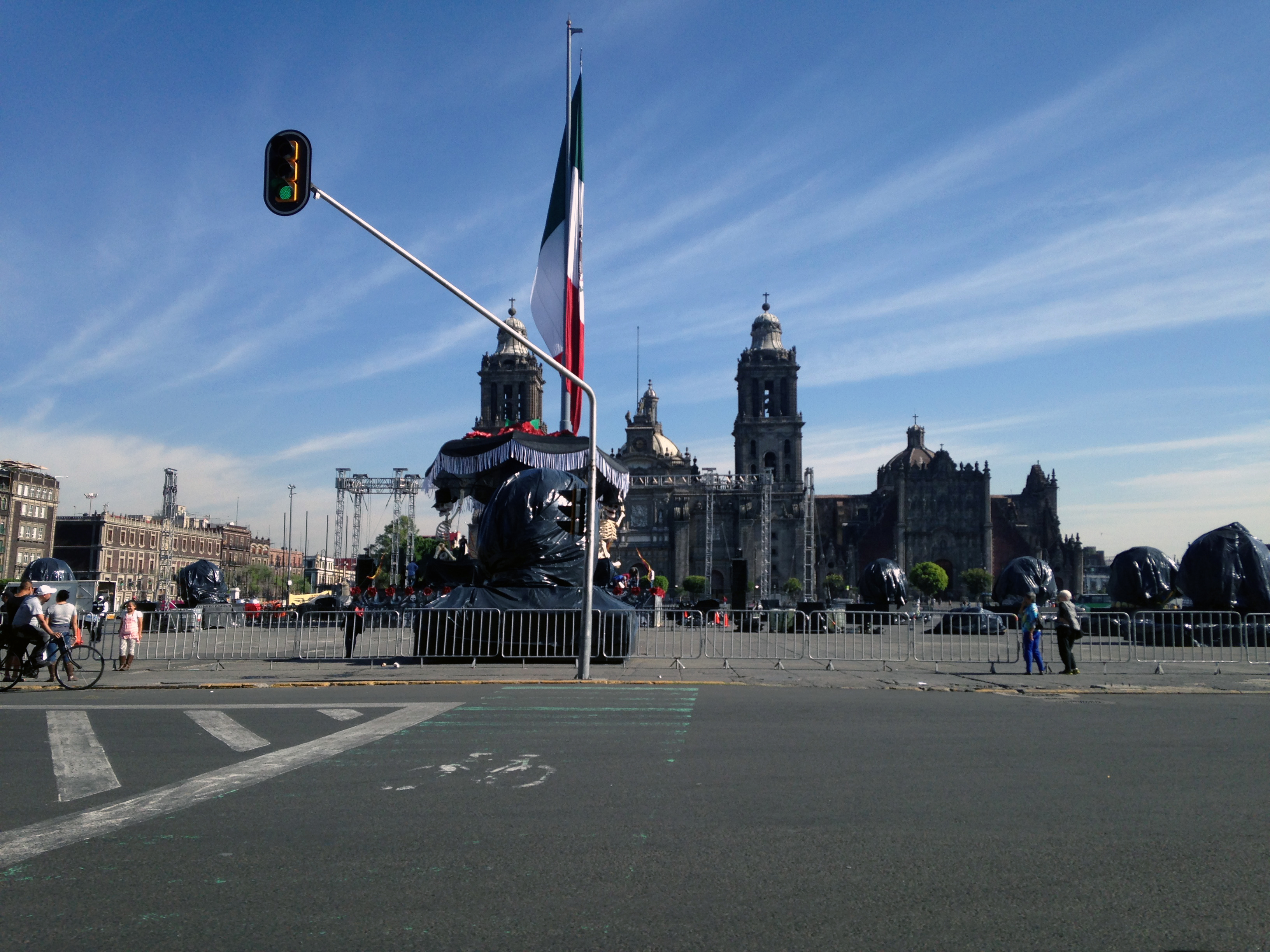
Het Plaza de la Constitución in Mexico-Stad tijdens de opname van Spectre

De opnamen vonden vanaf 8 december 2014 plaats, in onder meer Mexico, Italië, Marokko en Oostenrijk.
In Oostenrijk werd van december 2014 tot februari 2015 gefilmd in de omgeving van Sölden, onder andere op de Ötztaler Gletscherstraße, Rettenbachferner en de aangrenzende piste en kabelbaan. Ook vonden opnamen plaats in Obertilliach en Altaussee.
De opnamen verplaatsten daarna naar Engeland. In Londen werden locaties als Westminster Bridge, de City Hall en de Millennium Bridge gebruikt. Ook werd gefilmd op de Theems. Het Blenheim Palace deed dienst als locatie in Rome.
In Rome werd gefilmd, onder andere bij de Pons Aurelius en het Forum Romanum.
Eind maart 2015 werd gefilmd in Mexico-Stad tijdens de Dag van de Doden, waarbij in het historisch centrum onder meer het Plaza de la Constitución gebruikt werd. Hierbij werden stunts uitgevoerd met een BO-105-helikopter.
Ten slotte werd gefilmd in Oujda, Tanger en Erfoud in Marokko.
Na 128 dagen eindigden de opnamen op 5 juli 2015.

## Release en ontvangst
Op 28 maart 2015 werd de reclametrailer van de film vrijgegeven, gevolgd door trailers in juli en oktober. Op 25 september 2015 kwam de titelsong van de film, "Writing's On The Wall", uit en haalde als eerste James Bond-lied de hoogste plaats in de UK Singles Chart.
Op 26 oktober 2015 vond de wereldpremière van de film plaats in de Royal Albert Hall in Londen. Op 28 oktober ging de film in Nederland in première.
De film werd gunstig beoordeeld. Website Rotten Tomatoes telde 79% positieve recensies van 39 recensenten, de Metacritic-score was 69/100 na 11 professionele beoordelingen. In Nederland waren de recensenten ook positief: nrc.next, NU.nl en de Volkskrant gaven de film allen 4 van de 5 sterren.

## Prijzen
- 2015: Een record in het Guinness Book of Records voor de grootste ontploffing in een film ooit.
- 2016: een Golden Globe voor Sam Smith en Jimmy Napes in de categorie beste filmsong ("Writing's On The Wall").
- 2016: een Oscar voor Sam Smith en Jimmy Napes in de categorie beste filmsong ("Writing's On The Wall").